# 圣波蒂托乌尔特拉
圣波蒂托乌尔特拉（義大利語：San Potito Ultra），是意大利阿韦利诺省的一个市镇。总面积4平方公里，人口1613人，人口密度403.3人/平方公里（2009年）。ISTAT代码为064086。